# Чета на Ильо войвода (1876)
Четата на Ильо войвода от 1876 година е доброволческо формирование, участвало в Сръбско-турската война от същата година. Четата е наброявала около 130 доброволци, от които сигурни са имената на 74 души.

## Боен път
Създадена е преди началото на войната през юни 1876 година. Изпратена е от сръбското военно командване в пограничните райони с Османската империя. Сражава се при Корито, Кадъ боаз, Пандирало, Бабина глава, Чипровския манастир, Княжевац, манастира „Св. Стефан“, Суповац, Тешица, Шуматовци, при Гредетин, Джунис и на други места.

## Състав
| Номер | Име                             | Родно място      | Забележка |
| ----- | ------------------------------- | ---------------- | --- |
| 1.    | Ильо войвода                    | Берово           | Войвода |
| 2.    | Аначко Атанасов Църковски       | Църква           | Участвал в Българското опълчение, I дружина, и в Сръбско-българската война от 1885 г.                                                         |
| 3.    | Ангел Милев                     | Златица          | Роден в 1852 г., убит при Корица |
| 4.    | Атанас Данев                    | Русе             | Роден в 1858 г., убит при Корито или манастира „Св. Стефан“                                                                                   |
| 5.    | Атанас Рашев                    | Русе             | загинал при манастира „Св. Архангел“ |
| 6.    | Велко Г. Абаджиев               | Русе             | Участвал в Червеновската чета от 1875 г. и в четата на П. Хитов от 1876 г.                                                                    |
| 7.    | Величко Руфетов                 | Русе             | Загинал край Зайчар |
| 8.    | Генчо Георгиев                  | Стара Загора     | Знаменосец на четата, убит при Копривница |
| 9.    | Георги Мангъров                 | Ямбол            | Ранен при Корито |
| 10.   | Георги Николов                  | Враца            | Убит между селата Крупец и Катун |
| 11.   | Георги Пенев                    | Орхание          | Убит при манастира „Св. Архангел“ |
| 12.   | Георги Пулевски                 | Галичник         | Участвал в доброволческата чета и през Руско-турската война (1877-1878)                                                                       |
| 13.   | Георги Попсавов                 | Сливен           | Ранен |
| 14.   | Данаил Пенев – Куруто           | Търново          | Роден в 1856 г., убит при манастира „Св. Архангел“                                                                                            |
| 15.   | Д. Иванов                       | Русе             | Ранен при Корито |
| 16.   | Дани Юрданов                    | Русе             | Убит край Корито |
| 17.   | Дано Стоянов                    | Троян            | Роден в 1857 г., ранен при Корито и починал                                                                                                   |
| 18.   | Денко Николов Младенов          | Младо Нагоричане | Участвал в доброволчески чети и през Освободителната война и в Кресненското въстание от 1878 г. Войвода на чета и в Балканската война 1912 г. |
| 19.   | Димитър Костов Полицая          | Зелениград       | |
| 20.   | Герго Томов Кръстев             | Малорад          | |
| 21.   | Димитър Стоянов                 | Браила           | Убит при Корито |
| 22.   | Димо Пеев                       | Горна Оряховица  | Убит при манастира „Св. Архангел“ |
| 23.   | Еню Енев Пеев                   | Калофер          | Преминал от четата на П. Хитов. Участвал и в Българското опълчение, VI дружина и в сръбско-българската война от 1885 г.                       |
| 24.   | Желязко Петров                  | Нова Загора      | Убит при Чипровския манастир |
| 25.   | Иван Велков (Вълков) Караиванов | Панагюрище       | Участвал в Българското опълчение, I дружина. След Освобождението живял в Златица                                                              |
| 26.   | Иван Добрев                     | Силистра         | Ранен |
| 27.   | Иван Иванов                     | Русе             | Убит като участник в Руско-българската бригада                                                                                                |
| 28.   | Иван Илиев                      | Велес            | Роден в 1831 г., след Освобождението жител на Дупница                                                                                         |
| 29.   | Иван Йоргов                     | Русе             | |
| 30.   | Иван Костов                     | Етрополе         | Роден в 1858 г., убит при манастира „Св. Архангел“                                                                                            |
| 31.   | Иван Манчев                     | ?                | Роден 1855 г., убит между селата Крупец и Катун                                                                                               |
| 32.   | Иван Мицов                      | Русе             | Ранен при Корито |
| 33.   | Иван Филчев                     | Свищов           | Убит при Чипровския манастир |
| 34.   | Иларион                         | Арбанаси         | Убит при манастира „Св. Архангел“ |
| 35.   | Йоца Радованов Паликрушев       | Стайчовци        | (1844-1940) Участвал и в четата на Симо Соколов през Освободителната война                                                                    |
| 36.   | К. Димитров                     | Карлово          | Убит между селата Крупец и Катун |
| 37.   | Калистрат Пегров                | Сопот            | Убит между селата Крупец и Катун |
| 38.   | Калчо Маринов                   | Лясковец         | Убит при с. Корито |
| 39.   | Коста Рангелов                  | Ниш              | Роден в 1829 г., След Освобождението живял в Пловдив                                                                                          |
| 40.   | Кръстьо Калчев                  | Самоводене       | Убит при Корито |
| 41.   | Кръстьо Пачеджиев               | Свищов           | Ранен при Корито |
| 42.   | Лальо Матев                     | Тетевен          | Убит при Корито |
| 43.   | Лука Панчев                     | Копривщица       | Убит край Чипровския манастир |
| 44.   | М. Христов (Куру Мустафа)       | Търново          | Убит край Зайчар |
| 45.   | Милчо Станчев                   | Ябланица         | Ранен край Корито |
| 46.   | П. Димитров                     | Етрополе         | Убит между селата Крупец и Катун |
| 47.   | Петър х. Драгнев                | Русе             | Участвал и в Червено-водската чета от 1875 г. и в Ботевата чета. Убит край Зайчар                                                             |
| 48.   | П. Цветков                      | Плевен           | Ранен при Корито |
| 49.   | П. Чипев                        | Русе             | Ранен при манастира „Св. Архангел“ |
| 50.   | Павел Георгиев                  | Стара Загора     | Убит между селата Крупец и Катун |
| 51.   | Панайот Минчев                  | Сопот            | Ранен край Корито |
| 52.   | Панталей Цонев                  | Търново          | Ранен при Чипровския манастир |
| 53.   | Пенчо Добрев                    | Добрич           | Ранен тежко, починал в болницата в Белград |
| 54.   | Пейо Иванов                     | Златица          | Ранен край Чипровския манастир |
| 55.   | Петър Вълков                    | Клисура          | Убит при Липовац |
| 56.   | Ради Тодоров                    | Елена            | Убит между селата Крупец и Катун |
| 57.   | Спас Николов                    | Дупница          | |
| 58.   | Сава Савов                      | Враца            | Убит между селата Крупец и Катун |
| 59.   | Сава Петров                     | Сливен           | Ранен при Чипровския манастир |
| 60.   | Спиро Брендов                   | Македония        | Роден в 1846 г., убит при Корито |
| 61.   | Стоян Маринов                   | Лясковец         | Роден в 1858 г. Ранен тежко край Корито и починал                                                                                             |
| 62.   | Ст. п. Георгиев                 | Карлово          | Ранен при манастира „Св. Архангел“ |
| 63.   | Станьо Маринов                  | Тетевен          | Убит към Корито |
| 64.   | Стати Георгиев                  | Търново          | Убит към Корито |
| 65.   | Стоян Иванов                    | Горна Оряховица  | Убит към Корито |
| 66.   | Стоян Михин                     | Разловци         | Участвал и в Разловската чета от 1876 г. и в Българското опълчение                                                                            |
| 67.   | Таньо Ганев                     | Буново           | Роден в 1857 г., убит край Корито |
| 68.   | Т. X. Вълков                    | Шумен            | Роден в 1856 г., убит при Корито |
| 69.   | Тодор Илиев Шарко               | Русе             | Ранен при Корито |
| 70.   | Тома Йоцов                      | Видин            | Убит край Корито |
| 71.   | Харалан (Хараламби) Николов     | Ловеч            | Ранен край Корито |
| 72.   | Цочо Калистров                  | Сопот            | Убит при Корито |
| 73.   | Яким Христов                    | Струга           | Участвал и в четата на Хр. Македонски, а после в четата на Ильо Марков през Освободителната война и през Кресненското въстание от 1878 г.     |
| 74.   | Кирко Кирков                    |                  | |